# Murdeira
Murdeira é uma vila na ilha do Sal, Cabo Verde. A vila está situada na costa oeste, 8 km ao sul da capital da ilha, Espargos, e 10 km ao norte de Santa Maria. Aproximadamente a meio caminho ao longo da principal rodovia da ilha.

## História
Murdeira era originalmente um pequeno povoado principalmente de agricultores e pescadores. Foi mencionado como "Mordera" no mapa de 1747 por Jacques-Nicolas Bellin. A partir do final dos anos 1990, um grande empreendimento privado levou à construção de uma vila turística à beira-mar na região, chamada "Aldeamento Turístico da Murdeira", que cresceu uma população permanente à medida que as casas eram gradualmente compradas, principalmente por habitantes da ilha e alguns estrangeiros. O nome agora se refere principalmente a essa comunidade semi-fechada.

## Geografia

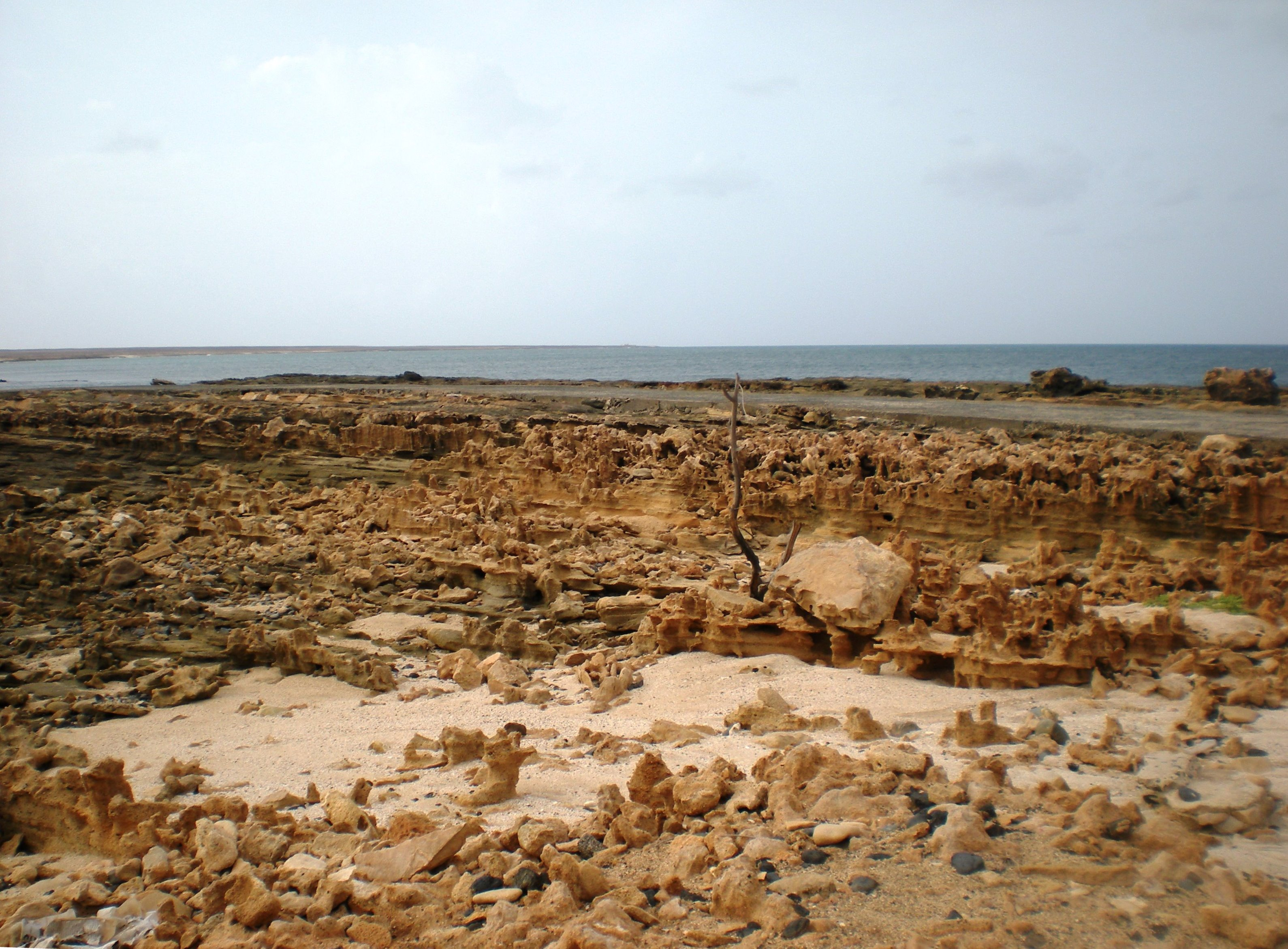
Baía de Murdeira com suas piscinas naturais.

Tal como acontece com o resto da ilha, a área ao redor da vila é dominada por solo predominantemente nu e algumas areias do deserto. A vegetação natural é escassa, mas pequenas concentrações de árvores de Faidherbia albida e pequenos arbustos ocorrem na região, perto da costa. A vila fica no centro de uma pequena enseada dentro da muito maior Baía de Murdeira, uma reserva natural conhecida por sua rica vida marinha e um pequeno recife de coral.